# ناحية بني سعد

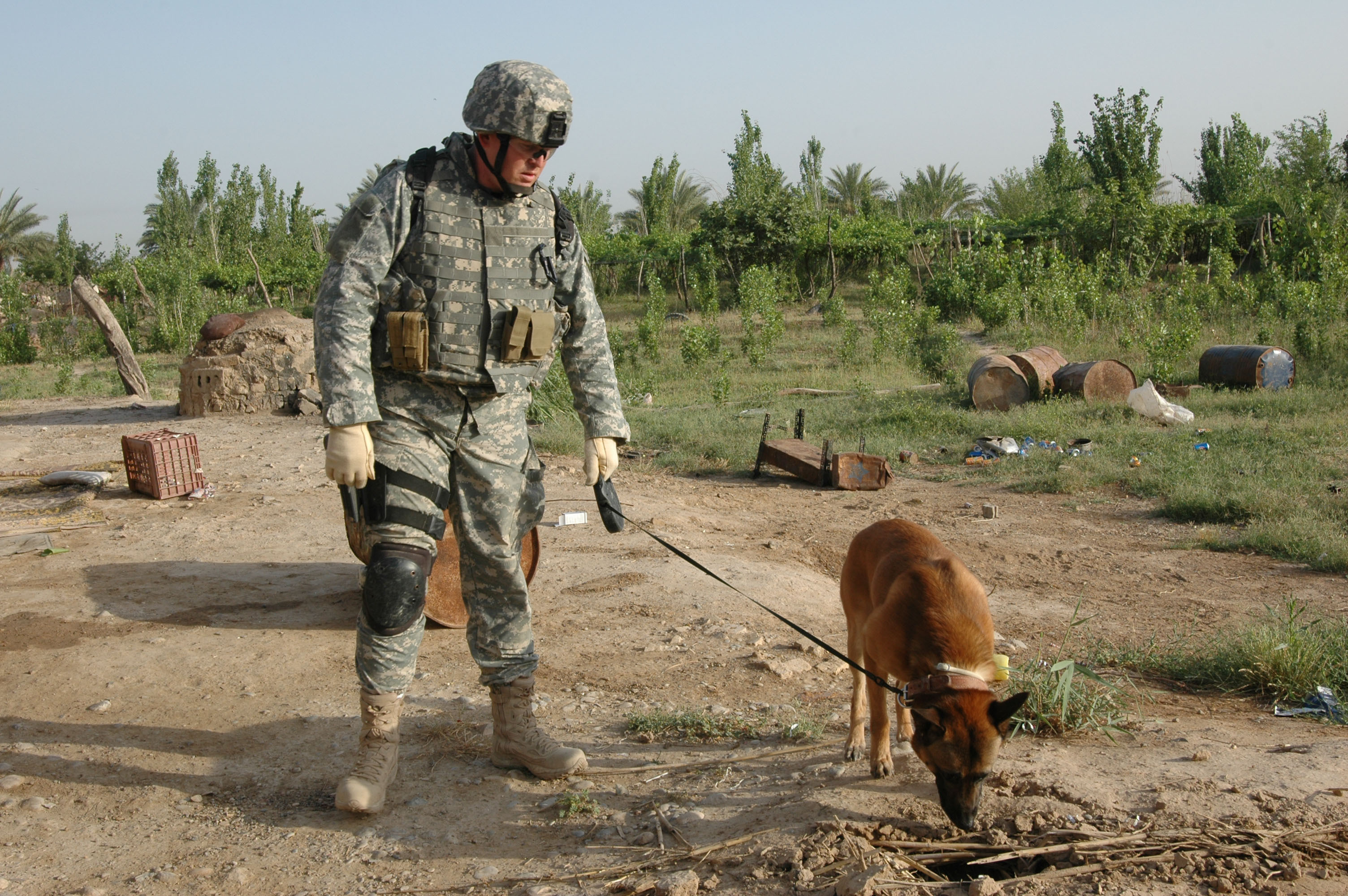
مزارع ناحية بني سعد

وهي احدى نواحي قضاء بعقوبة التابع إلى محافظة ديالى وتتكون من (22 مقاطعة). تبلغ مساحتها (497 كم²)، وعدد سكانها (127الف و105نسمة).

## نبذة تاريخية
صدر قانون الولايات العثماني عام 1864م، وبموجبه اعيد تقسيم الولايات العثمانية.وفي العام 1871م، صدر نظام إدارة الولايات العمومية وعد الأساس في تقسيم الولايات العثمانية. 
أن الألوية والاقضية والنواحي كان يديرها جهاز إداري على رأس اللواء المتصرف ويعين بإرادة سلطانية، ويساعده النائب، أما الجهاز في القضاء فيكون من القائم مقام على رأس كل قضاء، والقائممقام هو أكبر موظف إداري في الوحدة المعروفة باسم القضاء ورئيسه المباشر هو متصرف اللواء. ويكون مسؤولاً عن إدارة الامور العقارية والمالية والضبطية ويعاون المتصرف في الأمور العمومية.
أما بالنسبة إلى مدير الناحية فيكون حلقة الوصل بين مركز القضاء والمختارين، ويعينه الوالي بناء على رغبات وجهاء القوم الذين كانوا يعبرون عنها بمذكرة يرفعونها إلى الوالي.
اشترط في مدير الناحية أن لا يكون محكوماً بجناية، وان يكون متمتعاً بجميع حقوقه المدنية، وله الالمام بالقراءة والكتابة متجاوز سن العشرين عاماً، وان من مهامه إجراء انتخابات القرى، والقرية هي اصغر وحدة إدارية وفيها ممثل شبه رسمي للدولة وهو المختار، ومن واجبات المختارين اعلان ما يبلغ به مدير الناحية، من قوانين وأنظمة واوامر حكومية إلى القرى وبذل جهده من أجل القبض على المعتدين ومرتكبي الجرائم وتسليمهم إلى الدوائر المختصة.

## الخان
تأسست المدينة سنة 1878م وقد شيدت في عهد الخليفة العثماني السلطان عبد الحميد الثاني الذي حكم للفترة (1876-1909).
ويبدو أن تسميتها جاءت نسبة إلى عشيرة بني سعد العشيرة العربية التي سكنت المنطقة منذ زمن طويل.وفيها خانها المعروف باسم خان بني سعد حيث تضاربت الاخبار في المصادر عن بانيه فمنها ذكرت انه في عام 1100ه‍، ولحراسة الطريق بين بغداد وخانقين قام الوالي عمر باشا ببنائه،وأخرى تذكر أن أحمد بوشناق
قد شيد فيها خان بني سعد. فاشارت المصادر انه في العام 1089ه‍/1678م، بنى احمد بشناق الخان المعروف باسم خان بني سعد، ذات الطراز الإسلامي والذي يعرف ايضاً باسم (خان النص). وجاء ذكر هذا الخان في أحداث سنة 1116ه‍/1704م، عندما غزا الوزير حسن باشا عشائر بني لام وكانت هذه العشيرة حجر عثرة في طريق بغداد-البصرة وتمادت وتجاوزت حتى بلغت (خان بني سعد).وقد مر به الرحالة جيمس سلك بكنغهام 
عام 1816م، وسماه (اورته خان) اي خان النص لوقوعه في منتصف الطريق بين بغداد وبعقوبة.

وذكر المنشئ البغدادي في مدونات رحلته عام 1822م، عشيرة بني سعد من ضمن بيانه عشائر بغداد وقبائلها وجندها من خيالة ومشاة، وعند ذكره منازل رحلته من بغداد إلى كرمنشاه قال: وفي وسط الطريق بين بغداد وبعقوبة يبعد أربعة فراسخ ( اورته خان) وتعني خان النص، المعروف عند العرب باسم خان بني سعد، وهنا نحو خمسين بيتاً من قبيلة بني سعد، وليس لهم إلا بيع المؤن للواردين، أو الزراعة من حنطة وشعير. ورد ايضاً ان محمد صالح كبة المولود سنة 1200ه‍، والمتوفي 1287ه‍، هو والد محمد حسن كبة (والد الزعيم الوطني المرحوم محمد مهدي كبة) ووالد محمد صالح كبة هو الحاج مصطفي كبة ابن الحاج درويش وقد بنى الحاج محمد صالح (خان بني سعد،) وشيد العديد من نظائره من الخانات يوم ذاك (عام 1860م) على الطريق الى العتبات المقدسة وأوقفها ابتغاء مرضاة الله لراحة العابرين واستراحة المسافرين والمبيت فيها خوفاً من العوادي وحفظاً من الأخطار.وهذا لا يتفق مع التواريخ التي ذكرناها ولكن ربما قد ساهم في ترميم هذا الخان أو اسم مشابه له.

## الحدود الإدارية
تقع ناحية بني سعد جنوب غرب محافظة ديالى، يحدها من الشرق نهر ديالى وناحية بهرز، ومن الشمال ناحية هبهب، وقضاء بعقوبة، ومن الجنوب الغربي محافظة بغداد.

## معلومات

### القرى
ان ناحية بني سعد تتألف من عدة قرى وهي:
1.قرية محمد سكران 2.خشيم كدري 3. بشلية 4.ام الحمام 5.الحسنية 6.عبارة بازول 7.عثمانية 8.ابو كدش 9.ابو بصل 10.ام الرمان 11.الاميرية 12.المرادية 13.ركة بهرز 14.خديدان 15.ابو جراد. 

### عدد السكان
بلغ عدد سكان ناحية بني سعد 127 الف نسمة في عام 2014م من مختلف العشائر والأطياف،

### العشائر
ومن هذه العشائر التي تسكن في الناحية:
1.بني سعد 2.المجمع 3.الدليم 4.بني تميم 5.دفافعة 6.شمر.

### المساحة والمعالم
وتبلغ مساحة الناحية حوالي 166000 دونم معظمها أراضي زراعية حيث كانت الزراعة فيها مزدهرة وتضم ناحية بني سعد بكبر حجمها عدد من الدوائر الحكومية والمساجد والمدارس والمعامل الصناعية والمحال التجارية، بالإضافة إلى سوق بني سعد، وتضم إضافة إلى ذلك إعداد كبيرة من القرى التابعة لها وهي أكثر من اربعين قرية و44 مدرسة بين ابتدائية ومتوسطة وإعدادية ولكلا الجنسين، وكذلك فيها أكثر من 90 معمل صناعي. وعلى طريقها توجد مقابر للمسلمين والمسيحيين ومنها مقبرة الأدفنتست السبتيين، ان الناحية تحتل مكانة اجتماعية وسياسية واقتصادية كونها تقع بين بغداد العاصمة ومركز محافظة ديالى.

## الأهمية
تعتبر المدينة رابع أكبر مدينة في محافظة ديالى والأكبر كثافة من حيث السكان بعد بعقوبة يقدر عدد سكانها بأكثر 127 الف نسمة أغلبهم من المسلمين.

## مقاطعات ناحية بني سعد
| المقاطعة ورقمها               | مساحتها دونماً | سكانها |
| 17 العثمانية                  | 6127          |        |
| 8 بزايز العثمانية             | 4486          |        |
| 9 بني سعد                     | 4640          |        |
| 7 الوزيرية والأبيتر           | 1915          |        |
| 11 الوزيرية وأراضي خديدان     | 4919          |        |
| 15 عبثة رمال والعثمانية       | 6952          |        |
| 22 نهر البستان وحمد الساهي    | 6765          |        |
| 6 خشم كدري                    |               |        |
| 3 الوزيرية والحميدية الشمالية | 7682          |        |
| 4 الوزيرية وبازول وفرج زاد    | 5454          |        |
| 29 أراضي البردية              |               |        |
| 28 أراضي بيرات                |               |        |
| 26 صدور الحفرية والمرادية     |               |        |
| 38 بازول أحمد بيك وخرمت خان   |               |        |
| 31 أم الرمان                  |               |        |
| 25 المرادية والمحبوبية        |               |        |
| 17 العثمانية الوسطى           |               |        |
| 24 بزايز الحفرية والمرادية    |               |        |
| 14 صدر نهر الحفرية            |               |        |
| 12 العثمانية والحفرية         |               |        |
| 30 خرير ومزيرير               |               |        |
| 13 خبط الفرس الوزيرية         |               |        |

## مجزرة خان بني سعد
في عام 2015 تبنى تنظيم داعش المتطرف تفجير خان بني سعد بواسطة سيارة مفخخة والذي أودى بحياة أكثر من 120 شخص وإصابة 130 بجروح وحرق 75 محلاً تجارياً وتدمير 3 عمارات وحرق 35 سيارة. وقد اصدر التنظيم بياناً أعلن فيه مسؤليته عن هذا التفجير الذي استهدف بلدة خان بني سعد.